# Saint-Bazile-de-la-Roche
Saint-Bazile-de-la-Roche ist eine Ortschaft und eine Commune déléguée in der französischen Gemeinde Argentat-sur-Dordogne mit 134 Einwohnern (Stand 1. Januar 2022) im Département Corrèze in der Region Nouvelle-Aquitaine. Die Einwohner nennen sich Saint-Bazilois(es).
Die Gemeinde Saint-Bazile-de-la-Roche schloss sich am 1. Januar 2017 mit Argentat zur neuen Gemeinde Argentat-sur-Dordogne zusammen.

## Geografie
Saint-Bazile-de-la-Roche liegt im Zentralmassiv und wird von dem Fluss Doustre, einem Nebenfluss der Dordogne, durchflossen. Die Präfektur des Départements Tulle befindet sich rund 28 Kilometer nordwestlich und Argentat 8 Kilometer südlich.
Nachbargemeinden der Gemeinde Saint-Bazile-de-la-Roche waren Champagnac-la-Prune im Norden, Saint-Martin-la-Méanne im Osten, Saint-Martial-Entraygues im Nordosten, Argentat im Süden sowie Saint-Bonnet-Elvert im Westen.

## Wappen
Blasonierung: In Blau ein rotgezungter, rotbewehrter und auch so gekrönter goldener Löwe.

### Einwohnerentwicklung
| Jahr      | 1962 | 1968 | 1975 | 1982 | 1990 | 1999 | 2007 | 2016 |
| Einwohner | 137  | 182  | 196  | 177  | 175  | 151  | 163  | 124  |